# Chris Conz
Christian Bruno Conz, dit Chris Conz (né le 22 octobre 1985 à Uster, Suisse) est un pianiste jazz et blues suisse, spécialiste du boogie-woogie. 

## Distinctions
- 2013 : Swiss Jazz Award [1]
- 2011 : Kleiner Prix Walo dans la catégorie "groupe"

## Discographie
- 2004 : La Roquebrou Boogie Festival (compilation)
- 2006 : Boogie Woogie Breakup (Chris Conz Duo, avec Mario Von Holten à la batterie)
- 2011 : Drivin' the Boogie (Chris Conz Trio, avec Nuno Alexandre à la contrebasse et Martin Meyer à la batterie)[2]
- 2012 : The Krug Session (Chris Conz, Stefan Ulbricht, Daniel Paterok, Moritz Schlömer et Udo Schräder)
- 2013 : It Don’t Mean a Thing (compilation du Jazz-Festivals JazzAscona)
- 2013 : International Boogie Night Uster Vol. 1 (Ricky Nye, Christoph Steinbach, Chris Conz, Silvan Zingg, Gary Scott et Stefan Ulbricht)